# Challans
Challans – miejscowość i gmina we Francji, w regionie Kraj Loary, w departamencie Wandea.
Według danych na rok 1990 gminę zamieszkiwały 14 203 osoby, a gęstość zaludnienia wynosiła 219 osób/km² (wśród 1504 gmin Kraju Loary Challans plasuje się na 21. miejscu pod względem liczby ludności, natomiast pod względem powierzchni na miejscu 25.).